# Oikos publieksprijs
De Oikos publieksprijs is de onderscheiding voor een classicus of historicus die op voortreffelijke wijze de Oudheid onder de aandacht van een groot publiek heeft gebracht. De prijs wordt uitgereikt door Oikos, een Nederlands-Belgische onderzoeksschool voor oud-historici en classici.

## Winnaars
- 2005: Fik Meijer, oudhistoricus
- 2006: Vincent Hunink, classicus
- 2007: P.H. Schrijvers, classicus
- 2008: Gerard Koolschijn, classicus
- 2009: Marietje d'Hane-Scheltema, classica
- 2010: Jona Lendering, historicus
- 2011: Toneelgroep De Appel
- 2012: Mark Pieters, uitgever
- 2013: Hein van Dolen, classicus
- 2014: Charles Hupperts en Elly Jans, classici en uitgevers
- 2015: Mieke Koenen, classica en docent VU
- 2016: Casper Porton, classicus, docent en oprichter onderwijscentrum Addisco voor Grieks en Latijn
- 2017: Stephan Mols, UHD Klassieke en Provinciaal-Romeinse Archeologie aan de Radboud Universiteit Nijmegen.[1]
- 2018: Patrick Everard, directeur van de Historische Uitgeverij
- 2019: Wolther Kassies
- 2020: David Rijser, universitair docent aan de UvA en bijzonder hoogleraar in de Recepties van de Klassieke Oudheid aan de Rijksuniversiteit Groningen.
- 2021: Eric Moormann, archeoloog
- 2022: het Thermenmuseum
- 2023: Anique Hamelink, historica
- 2024: Patrick De Rynck, classicus